# Moreau (Nueva York)
Moreau es un pueblo ubicado en el condado de Saratoga en el estado estadounidense de Nueva York. En el año 2000 tenía una población de 13,826 habitantes y una densidad poblacional de 126 personas por km².

## Geografía
Moreau se encuentra ubicado en las coordenadas 42°14′22″N 73°40′04″O / 42.23944, -73.66778.

## Demografía
Según la Oficina del Censo en 2000 los ingresos medios por hogar en la localidad eran de $40,536, y los ingresos medios por familia eran $47,788. Los hombres tenían unos ingresos medios de $35,660 frente a los $25,321 para las mujeres. La renta per cápita para la localidad era de $19,492. Alrededor del 7.1% de la población estaban por debajo del umbral de pobreza.